# 董占球
董占球（1935年—？），男，安徽合肥人，中国计算技术专家，曾任中国科学院研究生院教授、博士生导师。